# Palacio de Ustáriz

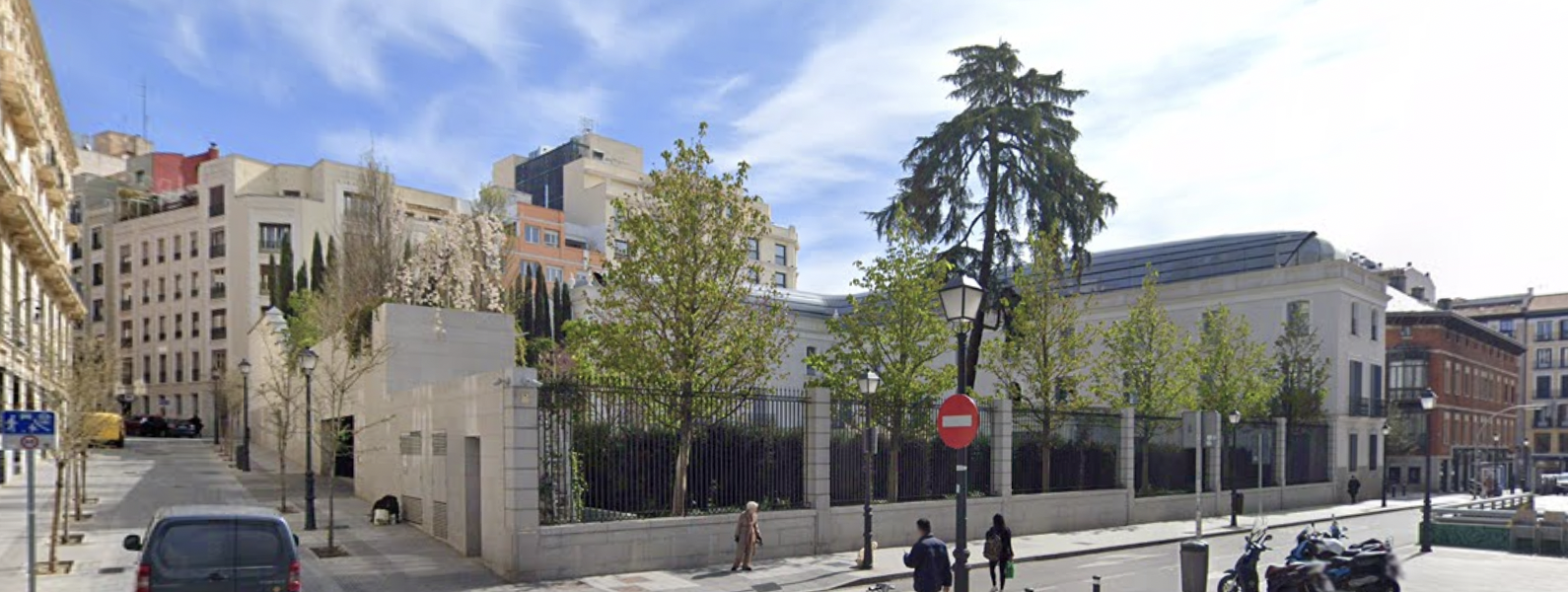
Aspecto actual del palacio de Ustáriz después de su remodelación (2023)

El palacio de Ustáriz (también conocido como de los condes de Villagonzalo) es una antigua residencia aristocrática situada en la calle de San Mateo en Madrid.

## Historia
El palacio surge a mediados del siglo XVIII como propiedad de Casimiro de Ustáriz, primer marques de Ustáriz. En esta época fue conocido como palacio de Ustáriz. Con posterioridad el palacio pasó a manos de los condes de Villagonzalo, pasando a ser conocido también con ese nombre (palacio de Villagonzalo). En 1878 se realizó una reforma de calado para adaptarlo al gusto decimonónico.
En la manzana de enfrente a su entrada principal, desde 1862, se encuentra situado el palacio de Villagonzalo, que recibe este nombre ya que perteneció a Mariano Maldonado y Dávalos, VII conde de Villagonzalo y su mujer Fernanda de Salabert y Arteaga, IX marquesa de Valdeolmos, propietarios del palacio de Ustáriz. El palacio de Ustáriz fue heredado por su hijo primogénito, Fernando, X marqués de Valdeolmos y IX conde de Villagonzalo y el palacio de Villagonzalo por su hija María Luisa, casada con Fernando Roca de Togores y Caballero, II marqués de Torneros.
En la actualidad es la sede de una firma de inversión.

## Descripción
El palacio ocupa la manzana 336 de la ciudad. Esta manzana tiene forma cuadrangular.
El palacio ocupa los lados este (ala principal) y norte de la manzana. Hasta su última reforma, existía también un ala en el lado sur de la manzana. Este ala estaba destinada a dependencias del servicio. 
El palacio cuenta con tres alturas, salvo en la parte sur del ala principal en donde cuenta con cuatro debido a la diferencia de altura.
Cuenta con una puerta principal a la calle de San Mateo en el ala este. La puerta cuenta con una portada de estilo barroco clasiquizante que integra las alturas primera y segunda. La portada se encuentra coronada por los escudos pareados de Maldonado y Salabert. 
El resto de la manzana (incluyendo su parte central) está ocupada por un jardín. El jardín fue intervenido durante la última reforma.